# Prey Veng
Prey Veng (khmeră ក្រុងព្រៃវែង) este un oraș din Cambodgia.